# Memphis, Texas
Memphis är administrativ huvudort i Hall County i Texas. Enligt 2010 års folkräkning hade Memphis 2 290 invånare.

## Kända personer från Memphis
- Larry Combest, politiker